# 10122 Fröding
A 10122 Froding (ideiglenes jelöléssel 1993 BC5) egy kisbolygó a Naprendszerben. Eric Walter Elst fedezte fel 1993. január 27-én.